# Stanford with Orleton
Stanford with Orleton est une paroisse civile du Worcestershire, en Angleterre.